# Tyranny (For You)
Tyranny (For You) (stilizzato in Tyranny ▶For You◀) è un album in studio del gruppo musicale belga Front 242, pubblicato nel 1991.

## Tracce
1. Sacrifice – 4:31
2. Rhythm of Time – 4:06
3. Moldavia – 4:25
4. Trigger 2 (Anatomy of a Shot) – 5:50
5. Gripped by Fear – 4:36
6. Tragedy ▶For You◀ – 4:30
7. The Untold – 4:33
8. Neurobashing – 5:49
9. Leitmotiv 136 – 3:12
10. Soul Manager – 13:03